# Hole in the World
"Hole in the World" é uma música escrita por Don Henley e Glenn Frey, gravada pela banda Eagles.
É o primeiro e único single da compilação The Very Best of Eagles.

## Paradas
Singles
| Ano  | Single              | Parada                 | Posição |
| ---- | ------------------- | ---------------------- | ------- |
| 2003 | "Hole in the World" | Adult Contemporary     | 5       |
| 2003 | "Hole in the World" | Adult Top 40           | 38      |
| 2003 | "Hole in the World" | Canadian Singles Chart | 11      |
| 2003 | "Hole in the World" | Billboard Hot 100      | 69      |